# شادگان
شادگان، شهری در استان خوزستان و مرکز شهرستان شادگان است. این شهر در زمینه شعر  در خوزستان مشهور است. مردم شهرستان شادگان اغلب از طوایف بنی‌کعب و بنی‌تمیم می‌باشند. میدان نفتی شادگان در محدوده این شهر قرار دارد.

## تولید خرما
شادگان دارای بیش از ۵۷ هزار هکتار اراضی قابل کشت است، ولی به دلیل خشک شدن رودخانه جراحی، تنها نیمی از این اراضی کشت می‌شود. در این شهر همچنین بیش از ۱۲ هزار هکتار نخیلات، با ۳ میلیون و ۵۰۰ هزار اصله نخل در این شهرستان وجود دارد که بیش از یک میلیون اصله از این تعداد در معرض نابودی و خشک شدن قرار دارند. در محدوده شهر شادگان سالانه در حدود ۵۰ هزار تن خرما برداشت می‌شود، که سالانه بیش از ۳۵ هزار تن آن به خارج کشور صادر می‌گردد، ضمن اینکه سالانه ۲۸ هزار تن گندم نیز در در محدوده این شهر تولید می‌شود.

## نام گذاری

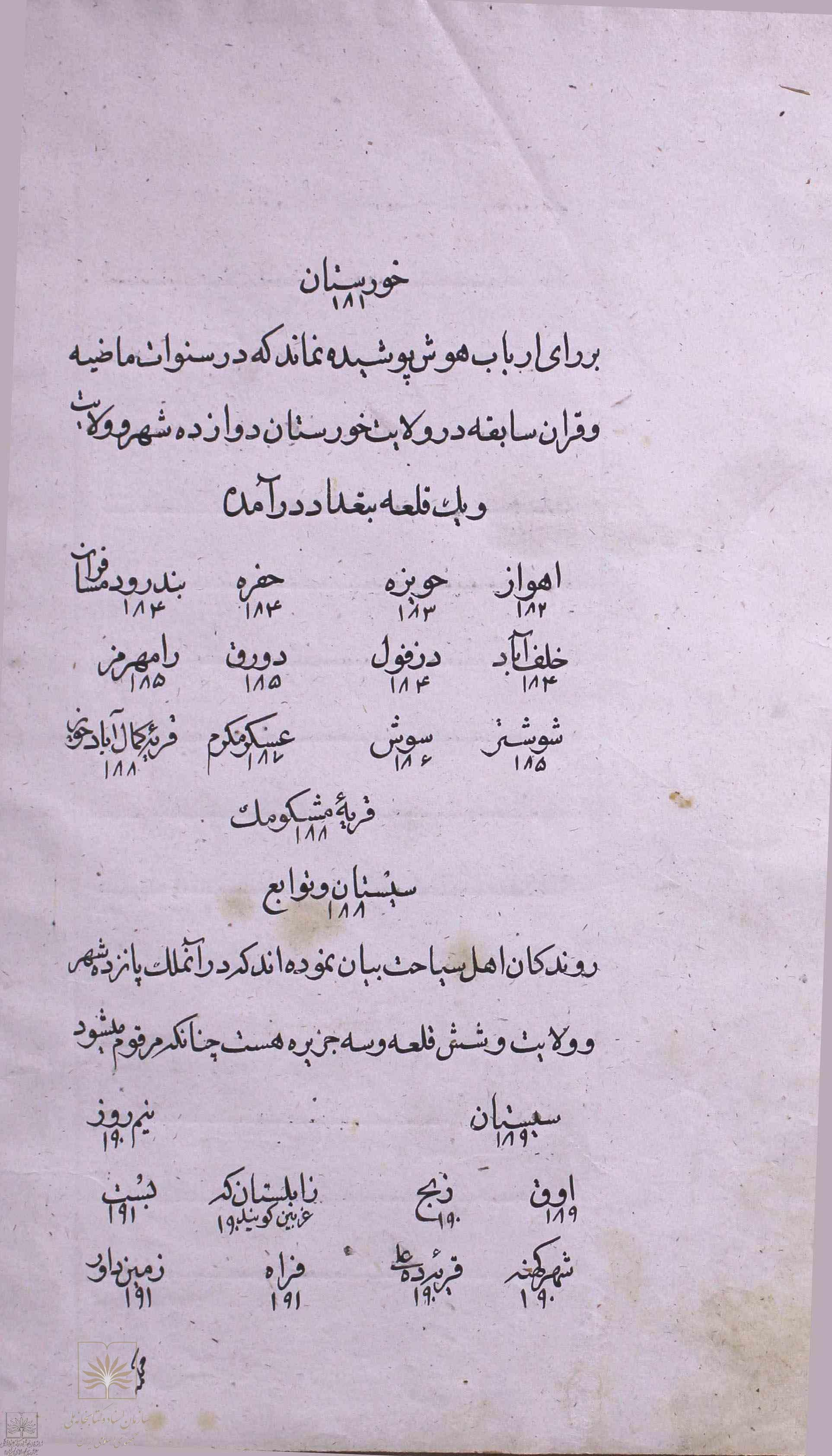
نام دورق در کتاب اوصاف الامصار از محمدمفید مستوفی بافقی که در زمان صفویان نوشته‌شده‌است.

نام کهن ترین شهر شادگان، «دورق» یا «دورگ» می‌باشد.بر اساس برخی منابع، طایفه دورکی از ایل بختیاری در گذشته از ساکنین دورق بودند که بعدها به دلایلی به نواحی شمال خوزستان کوچ کردند. بنا به نوشته حاج علوان شویکی پس از مشاهده ناحیه مزبور توسط یاران و افراد شیخ سلمان آن‌ها ضمن پیشنهاد آن محل به شیخ سلمان به عنوان مکانی صعب‌الوصول جهت استقرار بنی‌کعب، خطاب به شیخ چنین می‌گویند: «هذا هو الفلاح» یعنی این مایة نجات است. از این رو در آن ناحیه مسکن گزیدند و آن را «فلاحیه» نامیدند. فلا به معنی دشت و حیه به معنی مار که دشت مار معنی می‌دهد. شیخ سلمان به همة طوایف و عشایر بنی‌کعب چه آنهایی که در اروندرود بودند و چه آنهایی که بر رود کارون ساکن بودند دستور داد تا اطراف فلاحیه قلعه‌ای بنا کنند. قلعه فلاحیه در سال ۱۱۶۰. ق بر گرد فلاحیه احداث شد و رود فلاحیه را از میان آن شهر گذراندند.

کسروی در کتاب خود هیچگونه اشاره‌ای به وجه تسمیه روستای سلمانه و شهر فلاحیه نمی‌کند. به اعتقاد کسروی، فلاحیه دهی از ناحیه دورق بود که شیخ سلمان بر آبادی آن افزوده و آنجا را شهر ساخته… و به نام آن همه نواحی فلاحیه خوانده شد.

او برای این سخن خویش به صورت پی‌نوشت توضیحی را ارائه داده که بنا به نظر بعضی از نویسندگان، نه تنها نارسا و نامفهوم است بلکه موضوع را پیچیده‌تر و مبهم‌تر نموده. وی سال آبادی فلاحیه به دست شیخ سلمان را سال ۱۲۶۲. ق ذکر کرده‌است. مستندش در این خصوص عبارت «فی الفلاحیه خنزیر سکن» است که براساس ماده تاریخ به سال ۱۲۶۲. ق رسیده. سپس برای رسیدن به عدد ۱۲۶۲ توضیحی ارائه داده که این توضیح، بر اساس نظر عبدالنبی قیم در کتاب پانصد سال تاریخ خوزستان نادرست است، قیم در کتاب خود نوشته‌است: اما اشتباه بزرگ کسروی این است که ظاهراً فراموش کرده شیخ سلمان از سال ۱۱۵۰ تا ۱۱۸۲. ق حاکم بنی‌کعب بوده و هشتاد سال پیش از آن تاریخ یعنی هشتاد سال پیش از ۱۲۶۲. ق فوت کرده. کسروی در ادامه سخن خود بنای شهر فلاحیه توسط شیخ سلمان را قبول ندارد و معتقد است که فلاحیه قبلاً روستایی بوده و شیخ سلمان آن را آباد نموده و تبدیل به شهر گردانیده‌است. او برای این سخن خویش این استدلال را مطرح می‌سازد که اگر «شیخ سلمان آنجا را بنیاد می‌گذاشت چرا بایستی فلاحیه بنامد و سلیمانیه ننامند.» از نظر قیم این سخن، سخنی نااستوار است و به عنوان یک حکم کلی همه جا و در هر دوره‌ای قابل اعمال نیست. اما با وجود این ظاهراً کسروی فراموش کرده که پیش از این روستایی به نام «سلمانه» نامگذاری شده و دیگر نمی‌توان دو ناحیه یا دو شهر را به یک نام نامید.
به هر حال استقرار بنی‌کعب در فلاحیه و ایجاد استحکامات در آن شهر، به علاوه موقعیت جغرافیایی آن یعنی قرار گرفتن در میان نیزارها و در میان آب، به همراه زمین‌های حاصل‌خیز اطراف آن، شکوفایی و رونق کشاورزی و افزایش قدرت دفاعی بنی‌کعب را به دنبال داشت و در نهایت موجبات تقویت حکومت کعبیان و افزایش اقتدار آن‌ها شد.

## فرهنگ
یکی از عمده‌ترین آیین‌های مردم شادگان در ایام ماه رمضان این است که هر خانواده‌ای خود را ملزم به میزبانی از روزه‌داران در ایام مختلف این ماه می‌داند.
از اصلی‌ترین سرگرمی‌های مردم در شب‌های رمضان اجرای بازی محلی محبس (انگشتر) است. به این ترتیب که دو گروه در مقابل همدیگر قرار گرفته و سر گروه انگشتری را در میان دستان اعضای گروه خود پنهان کرده و نماینده گروه مقابل باید آن را پیدا کند و تشخیص دهد که در دستان چه کسی است. این بازی یک از تفریح‌های پرطرفدار اغلب مردم شادگان در شب‌های رمضان محسوب می‌شود.
همچنین عید فطر از اهمیت ویژه‌ای در میان مردم شادگان برخوردار است و به آیینی خاص در میان آن‌ها تبدیل شده به نحوی که از اواسط ماه مبارک رمضان خانواده با خانه‌تکانی، خرید عید و نوسازی منزل خود را برای استقبال از آن آماده می‌کنند و دید وبازدید گسترده‌ای از خویشان و همسایه‌ها در روز عید و بعد از آن صورت می‌گیرد.

## تاریخچه
بر اساس برخی منابع، طایفه دورکی از ایل بختیاری در گذشته ساکن منطقه دورق بودند که بعدها به سرزمین بختیاری کوچ کردند.دوره سی و دو ساله حکومت شیخ سلمان (۱۱۸۲–۱۱۵۰. ق) را باید نقطه عطفی در تاریخ بنی‌کعب دانست. در این دوره بنی‌کعب با مهاجرت از قبان به سوی دورق و بنای شهر فلاحیه پایه‌های قدرت خویش را مستحکم کردند. در سال ۱۱۶۰. ق بنی‌کعب در جستجوی زمین‌های حاصل‌خیزتر رو سوی دورق نهادند. این کوچ و این مهاجرت به صورت دسته‌جمعی بود و همة افراد اعم از زنان و کودکان و پیرمردان و همه چهارپایان را دربرگرفت. به احتمال زیاد قرارگرفتن قبان بر ساحل شمالی خلیج فارس و شوره‌زار بودن بخش‌هایی از آن، افزایش جمعیت بنی‌کعب و ناکافی بودن زمین‌های قبان و در مقابل سرسبزی و خرمی دورق و فراوانی آب آن ناحیه از عوامل اصلی مهاجرت دسته‌جمعی بنی‌کعب بوده‌است.

این بار بنی‌کعب برخلاف مهاجرت قبلی (از دشت میناو به قبان) گروهی را به عنوان پیشقراول اعزام نکردند، بلکه همگی از قبان به دورق مهاجرت کردند. به هر حال ترک قبان توسط بنی‌کعب تا حدود بسیار تأمل‌برانگیز است. به ویژه اینکه کعبیان برای تصاحب قبان جانفشانی‌ها کرده و خون‌های بسیاری را در راه آن اهدا کرده بودند. از طرفی دیگر، مهاجرت دسته‌جمعی به نقاط دیگر به نوبة خود خطرات فراوانی را دربردارد. حاج علوان شویکی علت مهاجرت دسته‌جمعی بنی‌کعب به دورق و ترک قبان را شکستن سد سابله توسط کریم‌خان زند می‌داند. او خاطرنشان می‌سازد چون سد سابله بشکست و آب قبان را فراگرفت، شیخ سلمان و بنی‌کعب از قبان کوچ کردند.
قدر مسلم حاج علوان در این روایت دچار اشتباه شده‌است. چون همان‌طور که بعد ذکر خواهد شد، مهاجرت بنی‌کعب حوالی سال ۱۱۶۰. ق صورت گرفته. اما حمل بزرگ کریم‌خان بر شیخ سلمان بنی‌کعب و شکست سد سابله در سال‌های پایانی حکومت شیخ سلمان بوده، کمااینکه نیبور جهانگرد معروف حمله کریم‌خان به شیخ سلمان را به سال ۱۷۶۵. م مطابق ۱۱۷۹. ق روایت کرده‌است.
به احتمال بسیار زیاد شوره‌زار بودن زمین‌های قبان و حاصل‌خیزی زمین‌های دورق به همراه افزایش جمعیت بنی‌کعب و عدم تکافوی زمین‌های قبان، بنی‌کعب را به مهاجرت و کوچ از قبان سوی دورق تشویق کرده‌است. اما عامل اصلی مهاجرت بنی‌کعب، حرکت مولا مطلب بن سیدمحمدخان بن سیدفرج‌الله خان مشعشعی حاکم دورق در ربیع‌الاول سال ۱۱۶۰. ق از دورق به منظور تصرف هویزه و فرمانروایی بر آن ناحیه بوده‌است. بنی‌کعب پس از ترک قبان، ابتدا در «شاخه الخان» منزل گزیدند.[شاخه الخان نام روستایی است در ۵۳ کیلومتری شمال آبادان، بر سر راه جاده آبادان ـ اهواز و در ده کیلومتری شمال دارخوین. برخی آن را «شاخت الخان» می‌نویسند که غلط است.]

حاج علوان شویکی همچنین خاطر نشان می‌سازد که شیخ سلمان دستور داد بین نهر «دمیله» نهر «موسی»، نهری از کارون شکافتند و نام آن را «سلمانه» گذاشت.[نام «سلمانه» مأخوذ از نام شیخ سلمان است. «سلمانه» باید نام روستا باشد نه نام نهر یا جوی یا رود. چون در عربی رود یا نهر، مذکر است و روستا، مؤنث. علاوه بر این سلمانه در حال حاضر نام روستایی است بر ساحل شرقی کارون و در ۲۶ کیلومتری شمال آبادان، بر سر راه جاده اهواز ـ آبادان]
ظاهراً در همان هنگام، از سوی عراق بر بنی‌کعب یورش برده و شیخ سلمان، این حمله را دفع می‌کند. حاج علوان نام و هویت مهاجمان را ذکر نمی‌کند، فقط از «حمل مردم عراق» یاد می‌کند. متعاقب آن شیخ سلمان به طوایف دریس و نصار دستور می‌دهد که بر ساحل اروندرود (شط العرب)مسکن گزینند. [«دریس» و«نصار» نام دو طایفه از طوایف بنی‌کعب است. این دو طایفه در حال حاضر در روستاها و شهر آبادان ساکن هستند، تجمع نصار بیشتر در قصبه (اروند کنار فعلی) است. کمااینکه برخی آن را به نام «قصبه النصار» یعنی قصبه محل سکونت نصار می‌نامند. مرحوم نعمت‌ا... یبّاری شعری سروده و قصبه را به نام «قصبه النصار» یاد کرده‌است.]

به احتمال زیاد مهاجمان از طریق اروندرود(شط العرب) و پس از عبور از آن به بنی‌کعب یورش برده‌اند و شیخ سلمان با استقرار طوایف دریس و نصار بر ساحل شرقی اروندرود درصدد دفع هجوم مهاجمان بوده‌است. پس از آن بنی‌کعب به زعامت شیخ سلمان رو سوی «شط عبدالاحد» نهادند و بر ساحل آن فرود آمدند. در آن هنگام طایفه بنی خالد ساکنان اصلی شهری بر ساحل رود جراحی بودند. با نزدیک شدن بنی‌کعب به زمین‌ها و آبادی بنی خالد، آن‌ها احساس خطر کرده در اندیشه نابودی بنی‌کعب برآمدند، از این رو توطئه قتل شیخ سلمان در مهمانی را طرح‌ریزی کردند. شیخ سلمان با آگاهی از این توطئه، با تمام قوا بر بنی خالد یورش برد و آن‌ها را شکست داد.

حاج علوان شویکی دنباله حوادث را این‌چنین روایت می‌کند: پس از شکست بنی‌خالد، شیخ سلمان به دنبال مکانی صعب الوصول بود تا با استقرار در آن مکان از گزند دشمنان و متجاوزان در امان باشد و آن‌ها نتوانند به راحتی به آن مکان حمله کنند. از این رو، افراد او ناحیه‌ای صعب‌الوصول را که آب اطراف آن را فرا گرفته و در میان نیزارها قرار داشت به شیخ سلمان پیشنهاد کردند. [با توجه به توصیف حاج علوان، مکان موردنظر به دلیل مرتفع بودن در میان نیزارها قرار داشته و احتمالاً تالاب شادگان در آن زمان که آب جراحی فراوان‌تر بوده، اطراف این مکان را فراگرفته بود.]
احمد کسروی در کتاب خویش، فقط خروج بنی‌کعب از قبان و فرود آمدن آن‌ها در «شاخه الخان» را ذکر کرده‌است. از این رو حوادث و رویدادهای بعد از آن که حاج علوان آن‌ها را روایت کرده، در کتاب کسروی نیامده‌است. او فقط به این نکته بسنده می‌کند که چون داستان کشته شدن نادر به یقین پیوست بار دیگر «کعبیان» راه خود گرفته را به دورق رسانیدند و دسته‌های افشار را که در آنجا نشیمن داشتند بیرون کرده خویشتن در آنجا نشیمن گرفتند. این سخن کسروی، سخن نااستواری است، چون به اذعان خود کسروی، نخستین کار سیدمبارک (حکومت ۱۰۲۵–۹۹۹. ق) این بود که دورق را که به دست افشاریان افتاده بود از دست آنان درآورده پدرش مطلب را در آنجا به حکومت برگماشت. علاوه بر این حاج علوان هیچگونه نامی از وجود افشار در دورق نکرده‌است.
این منطقه در قدیم با نام دورَگ و بخشی از آن با نام دورق شناخته می‌شد. این نام‌ها در زمان ورود اعراب به صورت دورق و سُرَّق تلفظ شد.
بعدها طایفه بنی خالد در محل شادگان فعلی نشیمن گرفت و در سال ۱۱۶۰ قمری شیخ سلمان کعبی بر این طایفه غلبه کرد و شادگان فعلی را با نام '''الدورق''' فلاحیه بنیاد گذاشت.
مُسَعَّر بن مهلهل در سیاحت‌نامه خود (بنا به نقل یاقوت حموی) می‌نویسد:

از رامهرمز به دورق آتشکده‌ها در دشت این منطقه دیدم و در این ناحیه ابنیه عجیبه و معادن بسیار است. در دورق آثار قدیمه از قباد بن دارا باقی است. آنجا گوگرد زرد دریایی دارد که گوگرد آن در جای دیگر یافت نمی‌شود. قومی از راویان به دورق منسوبند.

## مراکز علمی و فرهنگی
شادگان دارای دو دانشگاه به نام‌های دانشگاه آزاد اسلامی واحد شادگان و دانشگاه پیام نور می‌باشد.
شادگان همچنین دارای سالن فرهنگی هنری برای اجرای مراسم و نمایش تئاتر به نام ابن سکیت است.

## کشاورزی و دام داری
آب و هوای گرم و مرطوب شهرستان شادگان سبب رواج محصولات گرمسیری در این ناحیه شده‌است. گندم، خرما و برنج از عمده‌ترین محصولات کشاورزی منطقه به‌شمار می‌روند. دامداری نیز در این شهرستان رواج داشته و انواع فراورده‌های لبنی و تولیدات دامی مانند لبنیات، پشم و پوست از محصولات دامی این شهرستان می‌باشد.

## وضعیت اقتصادی، اجتماعی و فرهنگی شهرستان
حیات اقتصادی مردم شادگان بر کشاورزی استوار است. از محصولات زراعی منطقه گندم، جو، شلتوک و صیفی‌جات اهمیت بیشتری دارند. علاوه بر این محصولات بهره‌برداری از نخیلات (درختان خرما) یکی از فعالیت‌های مهم مردم شادگان می‌باشد وجود دو رودخانه کارون و جراحی و بیش از ۵۷۰۰۰ هکتار اراضی قابل کشت، شادگان را از جمله مناطق مهم اقتصادی محسوب می‌کند در گذشته اهالی این شهرستان با استفاده از مواد اولیه موجود صنایع دستی شامل صندلی، تخت، فرشهای حصیری و عبای نازک و ضخیم می‌ساختند.

## آثار باستانی و مشاهیر
۱- منطقه قطرانی: منطقه تاریخی قطرانی که اکنون سرزمین عاری از سکنه‌است در گذشت دور تا قبل از اسلام این پایتخت محل گذر و حکمرا نی سلاطین و وزیران قدرتمند شمرده می‌شود که البته این نقطه را به نام پادشاه آن وقت ملک روز به نامگذاری کردند که قدمت آن قبل از اسلام بوده و اکنون موقعیت جغرافیا یی این اثر مهم و تاریخی در اطراف روستای قطرانی از توابع دهستان بوزی واقع می‌باشد و در سال ۱۳۸۸ عملیات ثبت آن در آثار ملی به عنوان یکی از آثار تاریخی مهم این شهرستان توسط اداره کل میراث فرهنگی، صنایع دستی و گردشگری خوزستان در دست اقدام می‌باشد
۲- روستای مدینه: یکی از روستاهای اطراف شهرستان شادگان و از توابع دهستان بوزی می‌باشد. می‌گویند حکومت بنی خالد در حدود ۶۰۰ سال پیش در آنجا حکمرانی می‌کردند و در آنجا قلعه محکمی ساخته بودند که هنوز آثار آن پای هزاران گردشگر را به خود کشانده‌است.
۳- ابن سکیت الدورقی:
ابویوسف یعقوب ابن سکیت او از پیشوایان بلاغت و فصاحت بود و در دورق یا همان شادگان امروزی به دنیا آمد و سپس به همراه پدرش به بغداد مهاجرت کرد.
در منطقه مُسَیَر شادگان میدانی به نام ابن سکیت نام گذاری شده است.
۴-  ملافاضل سکرانی : ملا فاضل السکرانی شاعر و ادیب عرب خوزستانی فرزند یعقوب سکرانی است که در بین مردم به ملا فاضل السکرانی با کنیهٔ «ابومهدی» مشهور است. وی همچنین به «عمید ابوذیه» و «امیر شعرای خوزستان» شهرت دارد. او معروف‌ترین و نامدارترین شاعر عرب خوزستان بود که در ماه محرم سال ۱۳۴۰ هجری قمری مصادف با سال ۱۳۰۲ هجری شمسی در شهر شادگان به دنیا آمد.
سکرانی در سال‌های پایانی عمرش توسط بسیاری از انجمن‌های شعر مشهور در خارج از کشور دعوت شد اما به دلیل کهولت سن موفق به شرکت در این همایش‌ها نشد.
چند سال پیش از مرگش نیز، مؤسسه فرهنگی هنری «المعلم» در اهواز مراسم تقدیر از این شاعر را برگزار کرد و جایزه دو سالانه «عیلام» را به او اختصاص داد.
وی از بزرگان شعر شعبی استان خوزستان به‌شمار می‌آید و شهرت وی از مرزهای ایران گذشته و در آن سوی مرزها هم‌تراز با بزرگان شعر شعبی عربی از ایشان یاد می‌شود. سکرانی به «عمید ابوذیه» شهرت گرفته‌است.
ملافاضل سکرانی در شامگاه شنبه ۲۸ دی ۱۳۹۲ هم‌زمان با شب ولادت پیامبر اکرم اسلام ص به علت کهولت سن درگذشت.
۵-  شیخ هاشم الکعبی الدورقی : در اواخر قرن دوازدهم و ابتدای قرن سیزدهم می‌زیست وکی از شاعران پر آوازه اهل بیت و می‌باشد.
۶-  علی‌ابن مهزیار اهوازی (دورقی) ، (سده سوم هـ. ق)، از فقها، محدثان و دانشمندان معروف شیعی. پدر وی به نام مهزیار، مسیحی و اهل هند بود که اسلام آورد سپس در یکی از روستاهای اهواز سکنی گزید. علی بن مهزیار نیز همراه پدرش، در همان دوران نوجوانی به دین اسلام گروید.[۱۶] نجاشی در رجال خود از وی این چنین یاد می‌کند: «ابوالحسن علی بن مهزیار اهوازی او از مردم دورق بود، و از موالی است. پدرش نصرانی بود و اسلام آورد؛ و گفته‌اند که علی نیز در صغر سن نصرانی بود ولی بعد مسلمان شد، و خدا با شناخت اسلام و مذهب تشیع بر وی منت نهاد. برخی معتقدند که وی اهل «هندیجان» است.[۱۷] در دوره‌های گذشته «هندیجان» از شهرهای دورق قدیم یا شادگان امروزی - محسوب می‌شد.

## اماکن زیارتی و تفریحی شهرستان شادگان
| نام                         | کاربرد              | آدرس                                    | محل پارک خودرو | مناسب برای کودکان |
| --------------------------- | ------------------- | --------------------------------------- | -------------- | ----------------- |
| تالاب بین‌المللی شادگان      | منطقه گردشگری       | تالاب شادگان از چند جهت قابل بازدید است |                |                   |
| اردوگاه دارخوین             | اردوهای مختلف       | دارخوین                                 | دارد           | بله               |
| شهربازی                     | بازی                | مرکز شهر                                |                | بله               |
| پارک دولت                   |                     |                                         |                |                   |
| پارک ملت                    |                     |                                         |                |                   |
| پارک سید محمود موسوی نیا    |                     |                                         |                |                   |
| پارک جزیره                  |                     |                                         |                |                   |
| پارک شقایق                  |                     |                                         |                |                   |
| اسکله خور دورق              |                     |                                         |                |                   |
| اسکله بندر شادگان (ابوخضیر) |                     |                                         |                |                   |
| روستای صراخیه               | معروف به ونیز ایران |                                         |                |                   |

قدمگاه حضرت عباس نیز در این شهر وجود دارد و تقریباً پر رفت و آمد ترین زیارتگاه شهر است.

## جاذبه گردشگری
تالاب شادگان یا «هور الدورق» از معدود تالاب‌هایی است که در سازمان بین‌المللی یونسکو به ثبت جهانی رسیده‌است.
به گزارش گروه استان‌های باشگاه خبرنگاران جوان از آبادان؛ این تالاب به وسعت ۵۰۰ هزارهکتار، از جمله تالاب‌های بزرگ جهان است.
رودخانه جراحی بزرگترین تأمین‌کننده آب این تالاب است و پس از آن، نهر بحره که از رودخانه کارون منشعب می‌شود، تالاب شادگان را تغذیه می‌کنند.
طغیان کارون و مدهای خلیج فارس و بارش‌های منطقه در تأمین آب بخش لب شور تالاب شادگان نقش دارد، تالاب شادگان باقی‌مانده از تالاب بسیار بزرگی است که زمانی تا هورالعظیم در مرز عراق ادامه داشته و احتمال می‌رود بخش دور افتاده و جدا شده‌ای از مجموعه تالاب‌های گسترده و به هم پیوسته بین‌النهرین باشد.
این تالاب، سیستم زیست‌محیطی وسیع متشکل از تالاب‌های شیرین و شور، به علاوه خلیج جزر و مدی خور موسی و جزایر آن است.
تالاب در پائین دست حوزه رودخانه جراحی بین شهرهای شادگان، آبادان و ماهشهر در استان خوزستان قرار داشته و در سمت پائین دست، به خلیج فارس می‌پیوندد.
از ویژگی‌های مهم و بی‌نظیر تالاب شادگان می‌توان به مقیاس بزرگ، طبیعی بودن، تنوع زیستگاهی و نقشی که در تأمین معاش ساکنان محلی ایفا می‌کند، اشاره کرد.
سه شهر بزرگ شادگان، آبادان و ماهشهر در حاشیه این تالاب و تعدادی روستا نیز در مجاورت آن قرار دارند، همچنین دو روستا در داخل این تالاب قرار گرفته و جمعیت شهر شادگان و روستاهای اطراف از نظر تاریخی برای تأمین معاش وابسته به تالاب هستند.
در این تالاب، انواع ماهیان آب شیرین و شور مانند بنی، شیرید، حمری، شانک، ماهی‌های پرورشی و پرندگانی چون فلامینگو، حواصیل، لک لک، غاز وحشی، اردک و گراز زیست می‌کند.
تنها زیستگاه و محل زاد و ولد اردک کرکری در جهان این تالاب است و پرندگانی چون گیلانشاه خالدار و اکراس آفریقایی نیز از نمونه‌های بسیار کمیابی است که در این منطقه یافت می‌شود.
تالاب بین‌المللی شادگان به عنوان یک تالاب مهم بین‌المللی شناخته شده، با وجود تنوع زیستی غنی و جاذبه‌های گردشگری فراوان، هنوز در کشور و حتی استان خوزستان ناشناخته مانده‌است.
تالاب شادگان با داشتن ظرفیت‌های بی‌شمار سرمایه‌گذاری، همچنان در مسیر تعالی گام برمی‌دارد.

## صنعت
صنعت دیر در شادگان وارد شد و در اخیراً شهرک صنعتی و صنایع فولاد در شادگان فعال شده است.
این رویکرد کم توجهی دولت به شهر کم کم با همراهی مردم شادگان تغیر کرد و صنایع خصوصی و دولتی در حال گسترش هستند.
صنعت فولاد شادگان زیر مجموعه شرکت فولاد خوزستان است.

## نیروگاه
نیروگاه هسته ای دارخوین یکی از نیروگاه های واقع در دارخوین شادگان است.

## بندر شادگان
بندر شادگان که یکی از بنادر مهم در گذشته بوده اخیراً توسط سازمان بنادر و دریانوردی ایران احیا شده است.